# Castello di Pirkštejn
Il castello di Pirkštejn (Pirkenstein, Birkenstein, Pürkstein o Bürgstein, semplificato in inglese Pirkstein) è uno dei due castelli di Rataje nad Sázavou, chiamato anche inferiore per distinguerlo da quello principale. È stato fondato da Enrico I di Leipa nella prima metà del XIV secolo. È dal 1958 monumento culturale protetto della Repubblica Ceca.

## Storia
Venne fondato, insieme al castello superiore, nella prima metà del XIV secolo, da Enrico I di Lipá, e la loro prima menzione scritta risale al 1346. Rataje divenne dominio della famiglia di Lipá (ramo cadetto della famiglia Ronov) poco prima, nel XIII secolo. In seguito Rataje finì nelle mani di un altro ramo cadetto all'interno della stessa famiglia di Lipá, la famiglia di Pirkštejn, che ottenne il nome proprio da questo castello. Pirkštejn indi passò nelle mani di Jan Ješek di Pirkštejn, del figlio Jan Ptáček che prima di ottenerlo, siccome minorenne, venne tutelato dal lontano parente Hanuš di Lipá (a questo periodo, 1403 circa, è ispirato il videogioco Kingdom Come: Deliverance) e di quelle del ben più famoso Hynce Ptáček di Pirkštejn, illustrissimo uomo politico, che ricoprì la carica di precettore e Mastro della Zecca del Regno di Boemia, oltre che essere amministratore di molte città reali come Kutná Hora e guardiano del futuro re Giorgio di Podebrad. Egli fu il più importante signore del castello, oggi sepolto nella chiesa di San Matteo a Rataje.

## Citazioni letterarie
Nella sua nota raccolta di racconti, Amori ridicoli e in particolare nel racconto "La mela d'oro dell'eterno desiderio", il famoso scrittore ceco Milan Kundera cita il Castello di Pirkštejn, chiamato Castello di Ptáček, come "centro degli etruschi in  Boemia" (Milano, Adelphi Edizioni, 1988, pag.65)